# Hamza Barry
Hamza Barry (Banjul, 15 ottobre 1994) è un calciatore gambiano, centrocampista del Vejle e della nazionale gambiana.

## Biografia
È fratello maggiore di Abubakr Barry, a sua volta calciatore professionista.

## Carriera

### Club
Nel 2013 viene tesserato dai maltesi del Valletta, con cui nella stagione 2013-2014 all'età di diciannove anni gioca la sua prima stagione in Europa; in particolare, termina la stagione con 20 presenze e 2 reti nella massima serie maltese, 3 presenze in Coppa di Malta e 4 presenze nei turni preliminari di Europa League; in questa sua prima stagione vince inoltre sia il campionato maltese che la Coppa di Malta. Viene riconfermato anche per la stagione 2014-2015, durante la quale gioca altre 4 partite in Coppa di Malta oltre a 28 partite nel campionato maltese, nel corso del quale mette anche a segno 12 reti.
Nel luglio del 2015 passa a titolo definitivo ai ciprioti dell'Apollon Limassol, che lo cedono subito in prestito al Maccabi Netanya, formazione della massima serie israeliana, con cui Barry nel corso della stagione 2015-2016 segna 2 reti in 21 partite di campionato; il 2 febbraio 2016 il suo prestito al Maccabi viene interrotto, ed il giorno seguente viene ceduto sempre in prestito all'Hapoel Tel Aviv, altra squadra israeliana, con cui termina la stagione giocando altre 12 partite. A giugno 2016 fa ritorno per fine prestito all'Apollon Limassol, che per la stagione 2016-2017 lo cede nuovamente in prestito al Maccabi Netanya.
Dal 2016 al 2020 gioca nella prima divisione croata all'Hajduk Spalato.

### Nazionale
Nel 2011 ha giocato 2 partite con la nazionale gambiana Under-17. Nel 2013 ha esordito in nazionale maggiore.
Il 14 giugno 2023 segna la sua prima rete, nella vittoria per 3-2 contro il Sudan del Sud valida per le qualificazioni alla Coppa d'Africa 2023.
Nel 2023 partecipa alla Coppa d'Africa.

## Statistiche

### Cronologia presenze e reti in nazionale
| Cronologia completa delle presenze e delle reti in nazionale ― Gambia | Cronologia completa delle presenze e delle reti in nazionale ― Gambia | Cronologia completa delle presenze e delle reti in nazionale ― Gambia | Cronologia completa delle presenze e delle reti in nazionale ― Gambia | Cronologia completa delle presenze e delle reti in nazionale ― Gambia | Cronologia completa delle presenze e delle reti in nazionale ― Gambia | Cronologia completa delle presenze e delle reti in nazionale ― Gambia | Cronologia completa delle presenze e delle reti in nazionale ― Gambia |
| Data                                                                  | Città                                                                 | In casa                                                               | Risultato                                                             | Ospiti                                                                | Competizione                                                          | Reti                                                                  | Note                                                                  |
| --------------------------------------------------------------------- | --------------------------------------------------------------------- | --------------------------------------------------------------------- | --------------------------------------------------------------------- | --------------------------------------------------------------------- | --------------------------------------------------------------------- | --------------------------------------------------------------------- | --------------------------------------------------------------------- |
| 10-6-2012                                                             | Dar es Salaam                                                         | Tanzania                                                              | 2 – 1                                                                 | Gambia                                                                | Qual. Mondiali 2014                                                   | -                                                                     | 82’                                                                   |
| 15-12-2012                                                            | Benguela                                                              | Angola                                                                | 1 – 1                                                                 | Gambia                                                                | Amichevole                                                            | -                                                                     | 82’                                                                   |
| 20-3-2013                                                             | Niamey                                                                | Niger                                                                 | 1 – 3                                                                 | Gambia                                                                | Amichevole                                                            | -                                                                     | Ingresso                                                              |
| 23-3-2013                                                             | Abidjan                                                               | Costa d'Avorio                                                        | 3 – 0                                                                 | Gambia                                                                | Qual. Mondiali 2014                                                   | -                                                                     | 64’                                                                   |
| 15-6-2013                                                             | Marrakech                                                             | Marocco                                                               | 2 – 0                                                                 | Gambia                                                                | Qual. Mondiali 2014                                                   | -                                                                     | 74’                                                                   |
| 7-9-2013                                                              | Bakau                                                                 | Gambia                                                                | 2 – 0                                                                 | Tanzania                                                              | Qual. Mondiali 2014                                                   | -                                                                     |                                                                       |
| 9-6-2015                                                              | Kampala                                                               | Uganda                                                                | 1 – 1                                                                 | Gambia                                                                | Amichevole                                                            | -                                                                     | 49’                                                                   |
| 13-6-2015                                                             | Durban                                                                | Sudafrica                                                             | 0 – 0                                                                 | Gambia                                                                | Qual. Coppa d'Africa 2017                                             | -                                                                     | 79’                                                                   |
| 9-10-2015                                                             | Bakau                                                                 | Gambia                                                                | 1 – 1                                                                 | Namibia                                                               | Qual. Mondiali 2018                                                   | -                                                                     | 57’                                                                   |
| 13-10-2015                                                            | Windhoek                                                              | Namibia                                                               | 2 – 1                                                                 | Gambia                                                                | Qual. Mondiali 2018                                                   | -                                                                     |                                                                       |
| 25-3-2016                                                             | Nouakchott                                                            | Mauritania                                                            | 2 – 1                                                                 | Gambia                                                                | Qual. Coppa d'Africa 2017                                             | -                                                                     | 73’                                                                   |
| 29-3-2016                                                             | Bakau                                                                 | Gambia                                                                | 0 – 0                                                                 | Mauritania                                                            | Qual. Coppa d'Africa 2017                                             | -                                                                     |                                                                       |
| 27-3-2017                                                             | Bangui                                                                | Rep. Centrafricana                                                    | 1 – 2                                                                 | Gambia                                                                | Amichevole                                                            | -                                                                     |                                                                       |
| 11-6-2017                                                             | Cotonou                                                               | Benin                                                                 | 1 – 0                                                                 | Gambia                                                                | Qual. Coppa d'Africa 2019                                             | -                                                                     | 87’                                                                   |
| 23-3-2018                                                             | Bakau                                                                 | Gambia                                                                | 1 – 1                                                                 | Rep. Centrafricana                                                    | Amichevole                                                            | -                                                                     | 63’                                                                   |
| 13-11-2019                                                            | Luanda                                                                | Angola                                                                | 1 – 3                                                                 | Gambia                                                                | Qual. Coppa d'Africa 2021                                             | -                                                                     |                                                                       |
| 18-11-2019                                                            | Bakau                                                                 | Gambia                                                                | 2 – 2                                                                 | RD del Congo                                                          | Qual. Coppa d'Africa 2021                                             | -                                                                     |                                                                       |
| 20-11-2022                                                            | Aksu                                                                  | Gambia                                                                | 0 – 0                                                                 | Guinea-Bissau                                                         | Amichevole                                                            | -                                                                     | 77’                                                                   |
| 24-3-2023                                                             | Bamako                                                                | Mali                                                                  | 2 – 0                                                                 | Gambia                                                                | Qual. Coppa d'Africa 2023                                             | -                                                                     | 84’                                                                   |
| 28-3-2023                                                             | Casablanca                                                            | Gambia                                                                | 1 – 0                                                                 | Mali                                                                  | Qual. Coppa d'Africa 2023                                             | -                                                                     | 76’                                                                   |
| 14-6-2023                                                             | Ismailia                                                              | Sudan del Sud                                                         | 2 – 3                                                                 | Gambia                                                                | Qual. Coppa d'Africa 2023                                             | 1                                                                     | 68’                                                                   |
| 10-9-2023                                                             | Marrakech                                                             | Gambia                                                                | 2 – 2                                                                 | Rep. del Congo                                                        | Qual. Coppa d'Africa 2023                                             | -                                                                     |                                                                       |
| 16-11-2023                                                            | Dar es Salaam                                                         | Burundi                                                               | 3 – 2                                                                 | Gambia                                                                | Qual. Mondiali 2026                                                   | -                                                                     | 46’ 61’                                                               |
| 20-11-2023                                                            | Dar es Salaam                                                         | Gambia                                                                | 0 – 2                                                                 | Costa d'Avorio                                                        | Qual. Mondiali 2026                                                   | -                                                                     | 90+2’                                                                 |
| 15-1-2024                                                             | Yamoussoukro                                                          | Senegal                                                               | 3 – 0                                                                 | Gambia                                                                | Coppa d'Africa 2023 - 1º turno                                        | -                                                                     | 66’                                                                   |
| 19-1-2024                                                             | Yamoussoukro                                                          | Guinea                                                                | 1 – 0                                                                 | Gambia                                                                | Coppa d'Africa 2023 - 1º turno                                        | -                                                                     | 62’                                                                   |
| 4-9-2024                                                              | Iconi                                                                 | Comore                                                                | 1 – 1                                                                 | Gambia                                                                | Qual. Coppa d'Africa 2025                                             | -                                                                     | 46’                                                                   |
| 8-9-2024                                                              | Bakau                                                                 | Gambia                                                                | 1 – 2                                                                 | Tunisia                                                               | Qual. Coppa d'Africa 2025                                             | -                                                                     | 60’                                                                   |
| Totale                                                                |                                                                       | Presenze                                                              | 28                                                                    |                                                                       | Reti                                                                  | 1                                                                     |                                                                       |

## Palmarès

### Club

#### Competizioni nazionali
- Campionato maltese: 1

Valletta: 2013-2014
- Coppa di Malta: 1

Valletta: 2013-2014
- 1. Division: 1

Vejle: 2022-2023